# Памятник Есенину на Есенинском бульваре
Памятник Есенину на Есенинском бульваре — скульптурная композиция на Есенинском бульваре в Москве, работа скульптора академика АХ СССР В. Е. Цигаля. Открытие приурочено ко дню рождения поэта 3 октября.
Адрес: г. Москва, Есенинский бульвар, д. 145/8-147.

## История
Памятник русскому поэту Сергею Александровичу Есенину (1895—1925) был открыт в Москве 3 октября 1972 года и представляет собой бронзовую скульптуру поэта в полный рост на бронзовом постаменте в виде спускающегося участка пути. Поэт изображен в косоворотке, подпоясанный поясом, с широкой прядью волос, с курткой за плечами. Поэт спускается вниз с небольшого пригорка-постамента. Авторы памятника: скульптор, Народный художник СССР Владимир Ефимович Цигаль, архитекторы С. Е. Вахтангов и Ю. В. Юров.
В 1995 году из-за недостаточной прочности крепления к постаменту скульптура завалилась набок, что было в короткие сроки устранено.
На открытии памятника присутствовала дочка поэта Татьяна. В 1984 году председатель исполнительного комитета Моссовета В. Ф. Промыслов писал в своей книге «Москва»: «Бронзовая фигура Сергея Есенина никого не оставляет равнодушным. Фигура юного поэта трогает своей лиричностью и грустной задумчивостью, естественностью позы, лишенной официальности и парадности. Стоящий почти на земле, в начале Есенинского бульвара, на фоне молодых березок и осин, памятник представляется нам своеобразным и ярким художественным произведением».

## Технические данные
Скульптура и постамент памятника выполнены из бронзы. Прилегающая территория выложена бесформенной плоской плиткой и засажена воспетыми в стихотворениях С. Есенина берёзами.